# Stadtklinik
Stadtklinik è una serie televisiva tedesca prodotta dal 1993 al 2000 dalla Endemol e basata sulla serie televisiva olandese, ideata da Hans Galesloot, Medisch Centrum West (1988-1994) .  Tra gli interpreti principali, figurano Johannes Grossmann, Christine Mayn, André Dietrich, Michael Evers, Jean-Paul Raths, Şiir Eloğlu, Jane Hempel, Manuela Joest, Volker Risch, Kai Frederic Schrickel, Ilse Strambowski, Theo Maalek, Katja Weitzenböck: ecc.
La serie consta di 10 stagioni, per un totale di 159 episodi, della durata di circa 45 minuti ciascuno.
In Germania, la serie è stata trasmessa in prima visione dall'emittente RTL Television. Il primo episodio, intitolato Die Bitte, fu trasmesso in prima visione il 13 settembre 1993; l'ultimo, intitolato Der Mord, venne trasmesso in prima visione il 19 agosto 2000.

## Trama
La serie è ambientata in una clinica di Colonia diretta dal Prof. Wilhelm Himmel.. La squadra di medici è poi composta da Daniel Groddeck Ernst Löwitz , Marianne Himmel, Günther Bach, Nesrin Ergün , Walter Schmidt e Gerhard Attenhofer.

## Produzione
- Le sceneggiature dei 13 episodi della prima stagione sono fedeli a quelle della serie Medisch Centrum West. In seguito, le sceneggiature hanno uno sviluppo indipendente.

## Episodi
| Stagione         | Episodi | Prima TV Germania | Prima TV Italia |
| ---------------- | ------- | ----------------- | --------------- |
| Prima stagione   | 13      | 1993              | inedita         |
| Seconda stagione | 16      | 1994              | inedita         |
| Terza stagione   | 12      | 1994              | inedita         |
| Quarta stagione  | 14      | 1995              | inedita         |
| Quinta stagione  | 12      | 1995-1996         | inedita         |
| Sesta stagione   | 14      | 1996              | inedita         |
| Settima stagione | 12      | 1996              | inedita         |
| Ottava stagione  | 14      | 1997              | inedita         |
| Nona stagione    | 33      | 1998-1999         | inedita         |
| Decima stagione  | 19      | 1999-2000         | inedita         |